# Trấn thủ lưu đồn
Trấn thủ lưu đồn (chính tả cũ: Trấn-thủ lưu-đồn) là nhan đề do hậu thế đặt cho một bài ca dao trung đại Việt Nam.

## Lịch sử
Nguyên ủy Trấn thủ lưu đồn cùng với Con đĩ đánh bồng, Phụng mệnh quân vương là nhóm huyền ca được tác giả khuyết danh soạn với mục đích diễn xướng (gồm ngâm và vũ). Tuy nhiên, tới nay chưa đoán định được bản Hán văn xuất hiện trước hay sau bản diễn Nôm. Mà theo một truyền thuyết chưa được kiểm chứng (có khả năng chỉ là mạo xưng ở hậu kỳ hiện đại), Lưu Đồn là một thôn ở nơi ngày nay thuộc xã Hồng Dũng, huyện Thái Thụy, tỉnh Thái Bình, là địa điểm phát xuất bài ca dao này, có liên đới thần tích tướng quân Nguyễn Phúc Hiền (?) thời Trần.
Lời ca gồm rất nhiều dị bản, nhưng tựu trung đều theo thể lục bát và bản nào cũng tương đối ngắn. Tới đầu thế kỷ XX, các soạn giả Quốc văn giáo khoa thư đã gia công bổ chính và đưa vào chương trình học đánh vần của lớp ấu nhi. Nhờ thế, văn bản này theo các thế hệ học Quốc văn giáo khoa thư trở nên phổ biến trên truyền thông đại chúng và được coi là chuẩn mực trong tất cả các bản Trấn thủ lưu đồn về sau.
Thập niên 1940, trong không khí tân nhạc đặc biệt sôi động, nhạc sĩ Nguyễn Xuân Khoát đã dựa theo làn điệu chèo để phổ nhạc mới cho hai bản Trấn thủ lưu đồn và Phụng mệnh quân vương dưới hình thức một vở ca kịch (đương thời gọi huyền ca). Mặc dù văn bản nhạc này tới nay đã thất truyền, nhưng trong các thập niên sau, Trấn thủ lưu đồn và Phụng mệnh quân vương thường được hiểu là hoạt cảnh ca nhạc Trấn thủ lưu đồn. Ca kịch này đem lại danh vọng cho nghệ sĩ Hoàng Thư - thường được coi là kịch sĩ đầu tiên diễn vở Trấn thủ lưu đồn.
Tới thập niên 1960, khi thị trường băng nhạc ngày càng phổ cập và được chuộng tại Việt Nam Cộng hòa, cũng là hưởng ứng phong trào chấn hưng văn hóa do chính phủ phát động, nhạc sĩ Phạm Duy đã soạn lại Trấn thủ lưu đồn theo nhịp đuổi, trở thành một tích trò rất ăn khách ở các đại nhạc hội và vũ trường, đặc biệt qua giọng ban AVT. Đặc điểm bài này khi kết hợp làn điệu truyền thống là ca sĩ phải thể hiện nhanh, nhịp nhàng sau cho không vấp. Thông thường, khi hát đúng chữ tròn nét thì lời ca rất vang và sang trọng, nhưng khi bị vấp thì vần câu trước nối vần câu sau thành từ tục tĩu, gợi các động tác tình dục và bộ phận cơ thể kín rất nhạy cảm. Nên đôi khi bài Trấn thủ lưu đồn của Phạm Duy được xếp vào tục ca và tương đối khó hát. Tỉ dụ: thanh-lịch, hữu-tình, lưu-đồn, trấn-thủ, muối-đổ, trên-đời...
Năm 1978, trong chương trình văn nghệ mừng Tết Nguyên Đán tại Nam California, các nghệ sĩ Việt Nam Cộng hòa lưu vong đã tái diễn vở Trấn thủ lưu đồn và thâu băng. Theo hồi ức của nhạc sĩ Nam Lộc, do ban AVT chỉ có danh ca Lữ Liên sang Mỹ được nên Nam Lộc là một trong hai ca sĩ được vá vào nhằm diễn trọn vẹn kịch mục này.

## Nội dung
Bài ca dao hàm chứa tâm sự của anh lính thú đời xưa phải xa nhà mấy năm, trong lúc thi hành công vụ thì bỗng đổ nhớ vợ thương con ở quê nghèo, thấm thía nỗi cô đơn cực nhọc giữa miền rừng thiêng nước độc.
- Phần 1: Lúc ra đi

| Ngang lưng thì thắt bao vàng, Đầu đội nón đấu, vai mang súng dài. Một tay thì cắp hỏa mai, Một tay cắp giáo, quan sai xuống thuyền. Thùng thùng trống đánh ngũ liên, Bước chân xuống thuyền nước mắt như mưa. |

- Phần 2: Khi đóng đồn

| Nguyên tác: Tam thập niên trấn thủ Lưu Đồn, Nhật tuần điếm, dạ hành sự quan. Trảm trúc, cứ mộc thượng lâm, Hữu thân, hữu khổ bình đàm đồng ai. Khẩu thực duẩn trúc, duẩn mai, Chư mai, chư trúc dĩ ai hữu bằng. Thủy tỉnh trạm ngư đắc cung thân thượng hạ hoành. | Bản dịch A: Ba năm trấn thủ lưu đồn, Ngày thì canh điếm tối dồn việc quan. Chém tre đẵn gỗ trên ngàn, Hữu thân hữu khổ phàn nàn cùng ai. Miệng ăn măng trúc măng mai, Những giang cùng nứa lấy ai bạn cùng. Nước giếng trong con cá nó vẫy vùng. | Bản dịch B: Ba-mươi năm trấn-thủ lưu-đồn, Ngày thì canh điếm tối dồn việc quan. Chém tre đẵn gỗ trên ngàn, Có thân có khổ nói-bàn cùng ai. Miệng ăn măng-trúc măng-mai, Những giang cùng nứa lấy ai bạn cùng. Nước giếng trong con cá nó vẫy-vùng. |

Bài Trấn thủ lưu đồn của nhạc sĩ Phạm Duy có lời như sau:
| [Khúc 1] Đất ngài đây thanh lịch Đất có hữu tình Có đường vô sảnh tới dinh quan lưu đồn Ba năm bác còn đương trấn thủ Tình dẫu cái mà tình ơi | [Khúc 2] Trấn thủ lưu đồn, ngày thời canh điếm, sớm tối dồn việc quan Anh chém cành tre còn như ngả gỗ Tình dẫu mà tình ơi Ngả gỗ trên ngàn, than thân rằng khổ, biết phàn nàn cùng ai Anh hãy phàn nàn những trúc cùng mai Có cái cây măng nứa, có cái cây ngô đồng | [Khúc 3] Xót xót xa còn như muối đổ Tình dẫu mà tình ơi Muối đổ trong lòng, đồ ăn kham khổ, biết lấy gì làm ngon Kìa mi khoe còn như mi đẹp Tình dẫu mà tình ơi Mi đẹp mi ròn, so cái bề nhan sắc, mi hãy còn kém xa | [Khúc 4] Thì anh muốn cho còn như đó vợ Tình dẫu mà tình ơi Đó vợ đây chồng Đó bế con gái để tôi tôi bồng con trai Kìa con xinh còn như vợ đẹp Tình dẫu mà tình ơi Vợ đẹp nhất ở trên đời |

## Văn hóa
Do được soạn với mục đích diễn sân khấu chèo nên Trấn thủ lưu đồn là nhạc phẩm tương đối khó thể hiện đối với người không qua luyện thanh bài bản. Khi đưa vào chương trình giáo khoa tại tam kỳ Liên bang Đông Dương và Việt Nam Dân chủ Cộng hòa thập niên 1960, bài ca dao có tác dụng cải thiện lối phát âm của trẻ nhỏ mới biết nhận mặt chữ, đồng thời rèn khả năng nhớ từ và phân biệt các vần trong câu.

## Liên kết
1. ↑  Xuất xứ bài Trấn thủ lưu đồn
2. ↑  Có hai bài thơ Trấn thủ lưu đồn ?
3. ↑  Hoàng Thư và Trấn thủ lưu đồn
4. ↑  "Âm nhạc sân khấu truyền thống Việt Nam" (PDF). Bản gốc (PDF) lưu trữ ngày 29 tháng 11 năm 2020. Truy cập ngày 21 tháng 11 năm 2020.
5. ↑  The Jimmy Show | Nhạc sĩ Nam Lộc | SET TV 1 2
6. ↑  Theo lời cụ Nguyễn Duy Cuông người Thái Bình
7. ↑  Theo tác giả Mã Giang Lân
8. ↑  Đã in trong Quốc văn giáo khoa thư

### Tư liệu
- Tóc xưa
- Quảng Bình thời Tây Sơn